# Hixon (Wisconsin)
Hixon es un pueblo ubicado en el condado de Clark en el estado estadounidense de Wisconsin. En el Censo de 2010 tenía una población de 808 habitantes y una densidad poblacional de 9,25 personas por km².

## Geografía
Hixon se encuentra ubicado en las coordenadas 44°59′37″N 90°37′13″O / 44.99361, -90.62028. Según la Oficina del Censo de los Estados Unidos, Hixon tiene una superficie total de 87.33 km², de la cual 85.74 km² corresponden a tierra firme y (1.82%) 1.59 km² es agua.

## Demografía
Según el censo de 2010, había 808 personas residiendo en Hixon. La densidad de población era de 9,25 hab./km². De los 808 habitantes, Hixon estaba compuesto por el 98.27% blancos, el 0% eran afroamericanos, el 0.62% eran amerindios, el 0.12% eran asiáticos, el 0% eran isleños del Pacífico, el 0.25% eran de otras razas y el 0.74% pertenecían a dos o más razas. Del total de la población el 0.74% eran hispanos o latinos de cualquier raza.